# Pavlos Vasiliou
Pavlos Vasiliou (grec: Παύλος Βασιλείου)  (Pyla, 28 de desembre de 1940) és un exfutbolista grec, nacionalitzat xipriota, de la dècada de 1970.
Fou 7 cops internacional amb la selecció grega i 8 cops més amb la selecció xipriota.
Pel que fa a clubs, fou jugador de Olympiakos FC i EPA Làrnaca.